# Tomislav Petranović Rvat
Tomislav Petranović Rvat (Prvča, 28. siječnja 1934. – Nova Gradiška,  9. kolovoza 2021.), hrvatski slikar, nadrealist, predstavnik onirističkog slikarstva, priznat u europskim krugovima. Okušao se i u karikaturi, pjesništvu, glumi, oglašavanju i scenografiji.

## Životopis
Završio je Višu pedagošku školu u Zagrebu. Od 1969. posvećuje se slikarstvu, kada i prvi put izlaže na skupnoj izložbi u New Yorku i samostalnoj u Novoj Gradiški. Tijekom života priredio je oko 25 samostalnih, a sudjelovao na više od stotinu skupnih izložbi u Hrvatskoj i inozemstvu. Bio je članom Društva naivnih likovnih umjetnika Hrvatske i ULUH-a.
U tekstu monografije "Tomislav Petranović Rvat - Thoma" akademik Tonko Maroević je zapisao:
Tomislav Petranović Rvat dobitnik je Reda Danice hrvatske s likom Marka Marulića.

## Monografije
- Depolo, Josip & Bilopavlović, Tito: "Tomislav Petranović Rvat", Zagreb: Izdavačko i propagandno poduzeće "Zagreb", 1976.[5]
- Maroević, Tonko: "TOMISLAV PETRANOVIĆ RVAT - THOMA", Nova Gradiška: Gradski muzej Nova Gradiška, 2016. ISBN / ISSN 978-953-7991-05-0[6]

## Vanjske poveznice
- LZMK / Hrvatska enciklopedija: Petranović-Rvat, Tomislav
- Glas Slavonije.hr – Sve o čemu sanja drevna Panonija
- Narodno sveučilište Dubrava: TOMISLAV PETRANOVIĆ RVAT